# Шатилова, Татьяна Юрьевна
Татьяна Юрьевна Шатилова (род. 21 марта 1947, Лоухи) — советская и российская актриса. Народная артистка Российской Федерации (2008), Заслуженная артистка РСФСР (1991).

## Биография
Татьяна Юрьевна Шатилова родилась 21 марта 1947 года.
В 1967 году окончила Студию при ЦДТ.
С 1967 года работает в Российском академическом Молодёжном театре.

## Театр

### Спектакли, снятые с репертуара
- «Прости меня» В. Астафьева. Режиссёр: Алексей Бородин — Панна
- 2003 — «Таня» А. Арбузова. Режиссёр: Александр Пономарёв — Бабушка

### Спектакли текущего репертуара
- 1989 — «Приключения Тома Сойера» М. Твена. Режиссёр: Д. Крэнни — Миссис Харпер
- 2005 — «Чисто английское привидение» Уайльда. Режиссёр: Александр Назаров — Билетёрша
- 2009 — «Приключения капитана Врунгеля». Режиссёр: Борис Гранатов — Госпожа Шпуль
- 2009 — «Под давлением. 1-3». Режиссёр: Егор Перегудов — Мария

## Фильмография
- 2013 — «Операция «Кукловод»» — Ольга Павловна, мать Ивана
- 2013 — «Третья мировая» — Нина Ильинична, директор школы
- 2013 — «Поговори со мною о любви» — Никитична
- 2010 — «Погоня за тенью» — Марлена Яковлевна Юрченко
- 2010 — «Как же быть сердцу. Продолжение» (сериал) — Галина
- 2010 — «Школа для толстушек» — Марья Гавриловна
- 2010 — «Дворик» — Анна Ивановна
- 2009—2010 — «Спальный район» — Елизавета Аркадьевна
- 2009 — «Крем» — Клавдия Ивановна
- 2008—2010 — «Ранетки» — уборщица
- 2008 — «Ванька Грозный» —  Никитична
- 2008 — «Широка река» — Аграфена Васильевна
- 2008 — «Монтекристо» — Саровская
- 2008 — «Кружева»
- 2006—2007 — «Любовь как любовь» —  Зинаида Ильинична
- 2001 — Подозрение — уборщица в подъезде (1 серия)
- 1981 — «Кошкин дом» (фильм-спектакль) — Кошка
- 1980 — «Несерьёзный человек»
- 1972 — «Стихи Агнии Барто» (фильм-спектакль)

### Озвучивание мультфильмов
- 1981 — Бибигон — утёнок Матюша
- 1985 — Песня о летучих мышах — мышата
- 1986 — Трое на острове — Боря
- 1986 — Снегурята
- 1986 — Ценная бандероль
- 1986 — Чудеса техники — Дима
- 1986 — Я жду тебя, кит! — Таро
- 1987 — Богатырская каша — первый друг Мити
- 1987 — Белая трава — Щенок
- 1988 — Мы идём искать
- 1989 — Всех поймал — близнецы
- 1989 — Мальчик и лягушонок — мальчик
- 1989 — Счастливый старт — дельфин Тристан в детстве
- 1989 — Счастливый старт-2 (в альт. версии «Агент уходит в океан») — некоторые дельфины
- 1990 — Весёлая карусель №20.  Две руки — читает текст
- 1990 — Приключения кузнечика Кузи. История первая
- 1991 — На чёрный день — Белка / Ежата
- 1991 — Подводные береты — некоторые дельфины
- 2000 — Сундук — Комар
- 2001 — Праздник — Комар
- 2003 — Грибок — Комар
- 2005 — Поединок — Комар

## Награды
- Орден «За заслуги в культуре и искусстве» (3 октября 2023 года) — за заслуги в развитии отечественной культуры и искусства, многолетнюю плодотворную творческую деятельность[1]
- Народная артистка Российской Федерации (11 апреля 2008 года) — за большие заслуги в области искусства[2]
- Заслуженная артистка РСФСР (1991 год)
- Почётная грамота Президента Российской Федерации (5 марта 2021 года) — за заслуги в развитие отечественной культуры и искусства, многолетнюю плодотворную деятельность[3]
- Благодарность Правительства Российской Федерации (11 мая 2017 года) — за большой вклад в развитие отечественного театрального искусства и многолетнюю плодотворную творческую деятельность[4]
- Лауреат Премии города Москвы в области литературы и искусства в номинации «Произведения для детей и юношества» — за большой вклад в развитие театрального искусства в Москве и исполнение ролей в спектаклях детского и юношеского репертуара[5]